# Крива Шьолокша
Крива Шьолокша (рос. Кривая Шелокша) — присілок в Кстовському районі Нижньогородської області Російської Федерації.
Населення становить 28 осіб. Входить до складу муніципального утворення Большемокринська сільрада.

## Історія
Від 2009 року входить до складу муніципального утворення Большемокринська сільрада.

## Населення
1. Н/Д[2]